# Вестеркаппельн

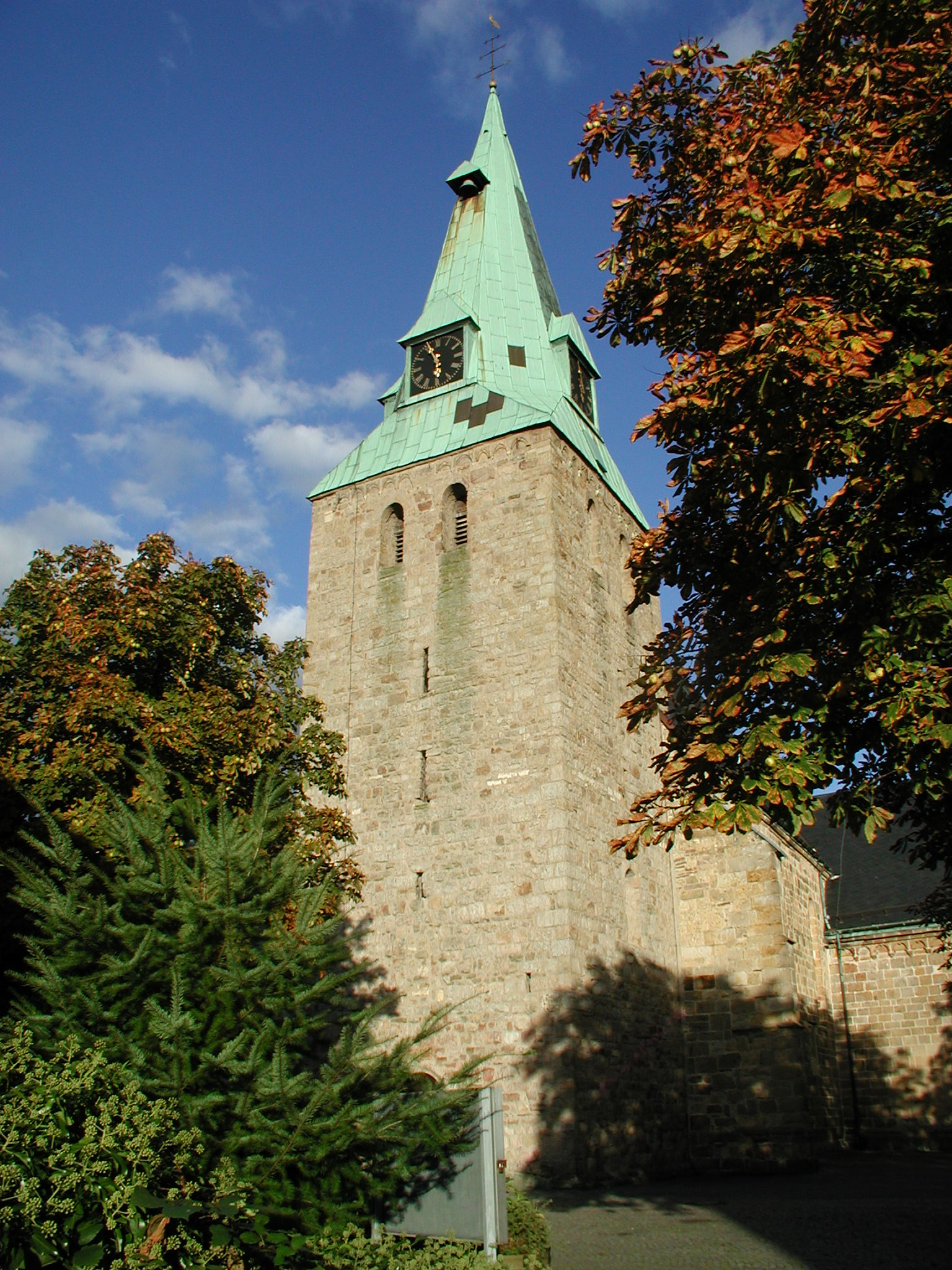
Вестеркаппельн

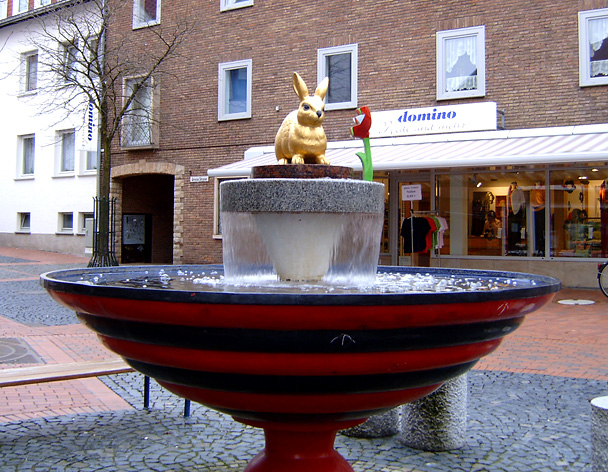
Вестеркаппельн

Вестеркаппельн (нем. Westerkappeln) — община в Германии, в земле Северный Рейн-Вестфалия.
Подчиняется административному округу Мюнстер. Входит в состав района Штайнфурт. Население составляет 11 190 человек (на 31 декабря 2010 года). Занимает площадь 85,78 км².